# Leucanthemopsis pallida
Leucanthemopsis pallida es una especie de la familia de las Asteráceas.

## Descripción
Planta vivaz, herbácea, aunque leñosa en la base, generalmente cubierta por una vellosidad blanquecina. Tallos simples, de 5–20 cm, erectos o inclinados, con escasas hojas en su parte alta. Hojas linear-espatuladas, varias veces divididas en segmentos estrechos. Las basales largamente pecioladas.
Flores en capítulos de 2,5-3,5 cm de diámetro; flores internas tubulares de color amarillo, las externas liguladas, amarillas o blancas, acabadas en tres dientes, que acaban siendo reflejas. Brácteas involucrales externas lanceoladas, con margen membranoso oscuro. Fruto en aquenio con corona calicina y 5-7 costillas. Florece en primavera y comienzos del verano.

## Hábitat
Es un endemismo ibérico que medra entre rocas y pedregales del centro peninsular. Frecuente no solo entre pedregales, sino que coloniza los prados de cumbres, las cunetas, los piornales y otros medios más o menos secos. En los pisos inferiores pueden verse formas de esta especie que presentan lígulas de color amarillo claro; sin embargo, todas las plantas que superan los 1700 m de altitud exhiben lígulas blancas, con frecuencia  variablemente teñidas de púrpura. Las formas de lígulas amarillas se distinguen  de L. flaveola por los lóbulos foliares distantes y el amarillo más intenso de las lígulas que muestra esta última especie.

## Taxonomía
Leucanthemopsis pallida fue descrita por (Mill.) Heywood y publicado en Anales Inst. Bot. Cavanilles 32(2): 182. 1975
Sinonimia
- Chrysanthemum pallidum Mill.
- Leucanthemopsis pallida (Mill.)  Heywood subsp. pallida
- Leucanthemopsis pallida subsp. spathulifolia (J.Gay) Heywood
- Leucanthemopsis pallida subsp. virescens (Pau) Heywood
- Pyrethrum hispanicum var. laciniatum Willk.
- Pyrethrum leucanthemifolium Porta & Rigo
- Pyrethrum pallidum var. pallidum
- Pyrethrum pallidum var. virescens Pau
- Pyrethrum spathulifolium J.Gay
- Tanacetum pallidum (Mill.) Maire[4]

## Nombre común
- Castellano: crisantemo pálido.[4]